# Софія Пекич
Софія Пекич (15 лютого 1953) — югославська баскетболістка.
Бронзова призерка Олімпійських ігор 1980 року.
Срібна призерка Чемпіонату Європи 1978 року, бронзова призерка 1980 року.